# Johann Streiff von Lauenstein
Johann (Jean Reimbert) Streiff von Lauenstein, auch Jean Reinberg de Streiff und Jean Reinberg d'Estreffe (* 1610 in Metz; † 28. April 1697 in Berlin) war ein kurbrandenburger Generalmajor, der zuvor bereits als Offizier in französischen und schwedischen Diensten gestanden hatte.

## Leben

### Herkunft
Die Familie Streiff von Lauenstein stammte aus den Vogesen und bewohnte einst die Burg Löwenstein, die aber bereits im 14. Jahrhundert zerstört wurde.
Seine Eltern waren Johann Streiff († 1632), Herr von Kalzenau, und dessen Ehefrau Marie Hermane von Wrede aus dem Hause Schellenstein. Sein Vater war schwedischer Generalleutnant der Kavallerie und französischer Generalmajor der fremden Truppen (troupes étrangères).

### Militärkarriere
Lauenstein war bereits Maréchal de camp, als das Edikt von Nantes widerrufen wurde. Er verließ daraufhin Frankreich und trat in Brandenburger Dienste. Am 14. Oktober 1686 ernannte ihn Kurfürst Friedrich Wilhelm zum Generalmajor und Kommandanten der Festung Frankfurt (Oder). Ein Jahr später, 1687, gehörte er zur Begleitung des Kurfürsten, als dessen Sohn Ludwig zu Grabe getragen wurde. Er war ein wichtiger Vertreter der Hugenotten in Berlin.

### Familie
Er war mehrmals verheiratet. Seine erste Frau wurde 1634 Anne Marie von Endingen. Nach deren Tod heiratete er am 5. März 1642 Judith de Chelandre († 1669). Aus diesen Ehen überlebten:
- Elisabeth (erste Ehe), ⚭ 1644 Nicolas de Pille
- Frédéric (zweite Ehe) (1658–1706), Herr von Bacourt, kehrte nach Frankreich zurück und wurde katholisch, ⚭ Thérèse Guyot

Nach dem Tod seiner zweiten Frau heiratete er am 31. Mai 1673 Suzanne le Chèvenix de Béville (1635–1729), Schwester des Hofrats Benjamin le Chènevix von Béville.